# Mestre Verequete
Augusto Gomes Rodrigues, mais conhecido como Mestre Verequete (Quatipuru, 26 de agosto de 1916 - Belém, 3 de novembro de 2009), foi um músico brasileiro, cantor e compositor de músicas no gênero e ritmo paraense carimbó, com o grupo O Uirapuru. Mestre Verequete era chamado de "Rei do Carimbó".
O Mestre dedicou sua trajetória na composição do carimbó no estilo tradicional, chamado de “Pau e Corda” ou “Carimbó de Raiz”. Foi um dos responsáveis pela popularização do carimbó no estado do Pará e projeção nacional no período de 1970 e 1980. Compôs cerca de 200 músicas, além de lançar dez discos e quatro CDs. Ente os sucessos do estão: “O carimbó não morreu”, “Chama Verequete”, “Morena penteia o cabelo” e “Xô peru”.
Em 2014, o ritmo carimbó foi reconhecido como Patrimônio Cultural Brasileiro, aprovado por unanimidade no em setembro, pelo Instituto do Patrimônio Histórico e Artístico Nacional (Iphan). Para incentivar este gênero musical patrimônio cultural imaterial, foi criada a Lei Municipal Pinduca em junho de 2017, na Câmara Municipal de Belém, onde as rádios da capital paraense incluirão na programação o momento do carimbó.

## História
O Mestre Verequete, nasceu próximo à Quatipuru, interior de Bragança (PA). Gravou 12 discos e tornou-se uma das maiores expressões artísticas do carimbó. Seu apelido “Verequete”, foi recebido enquanto trabalhava na Base Aérea.
Ganhou este apelido após ele narrar aos colegas de trabalho um acontecimento que presenciou em um terreiro, onde um pai de santo cantou “Chama Verequete”. Depois de contar, os colegas passaram a chamá-lo de “Verequete”. Assim. compôs uma das músicas mais populares de sua carreira e, da música parasense, denominada “Chama Verequete”.
Augusto Rodrigues foi casado com Josenilda Pinheiro da Silva (conhecida como Dona Cenira), com quem teve apenas uma filha, Lucimar Rodrigues, mas o mestre tinha outros quatro filhos do primeiro casamento. Cenira e Verequete conheceram-se em 1975, quando está tinha dezoito anos e trabalhava como garçonete em uma boate no bairro do Telégrafo, em Belém, que na ocasião contratou o cantor e o grupo.
A esposa junto com o filho mais velho, Augusto Carlos, e o neto, Felipe Rodrigues, também participaram do grupo O Uirapurú.
Em 2009, o Verequete faleceu na cidade de Belém aos 93 anos, devido pneumonia grave e infecção generalizada. Três anos após o então presidente Lula condecorou Verequete com o título de Comendador da Ordem do Mérito Cultural, do Ministério da Cultura, uma das mais importantes honrarias do Governo Federal Brasileiro.
É tema de várias publicações acadêmicas e, também foi imortalizado em 2002 com o documentário "Chama Verequete", dirigido por Rogério Parreira e Luiz Arnaldo Campos. Mesmo falecido, o Mestre continua sendo fonte de inspiração e aprendizado para quem mergulha no universo do carimbó.

## Discografia
Segue a discografia do grupo O Uirapurú:
- O Legítimo Carimbó ‎(CID) - 1974;
- O Legitimo Carimbó, Vol. 2 (CID) - 1974;
- Conjunto Uirapuru (Tapecar) - 1974;
- Verequete e o Conjunto Uirapurú - O Legítimo Carimbó Vol III‎ (CID)- 1975;
- Al Son De Carimbo ‎(Tropical) - 1980;
- Verequete e Conjunto Uirapuru Vol 9 ‎(Gravasom) - 1980;
- A Volta Do Carimbó ‎(Gravodisco) - 1994
- Verequete da Coluna (Zig Zag) - 1999;
- Uirapuru Chama Verequete ‎(Na Music) - 2011
- Conjunto O Irapuru Do Verequete (Spot) - Desconhecido.

### Singles
- Mambo Assanhado ‎(Tapecar) - Desconhecido.[8]